# Universal Wrestling Federation
Universal Wrestling Federation fue una promoción de lucha libre profesional japonesa fundada por Hisashi Shinma, activa de 1984 a 1990. Formada por luchadores que habían abandonado New Japan Pro Wrestling, la empresa fue pionera en el shoot wrestling, en el que se celebraban luchas muy realistas similares a las futuras artes marciales mixtas.
Aunque cerró sus puertas en 1986, fue revivida dos años más tarde como UWF Newborn, encarnación en la que duraría hasta 1990.

## Historia

### Primera encarnación
En 1983, New Japan Pro Wrestling se encontraba sufriendo pérdidas económicas debido a los negocios en otros campos de sus directivos Antonio Inoki, Seiji Sakaguchi y Hisashi Shinma, que estaban acaparando el dinero de New Japan para cubrir sus deudas. Esto provocó un alzamiento de trabajadores en NJPW: Inoki y Sakaguchi fueron degradados de sus puestos, Shinma fue expulsado asumiendo la mayor pate de la responsabilidad, y la estrella Satoru Sayama abandonó la promoción como protesta. Shinma decidió crear una nueva organización, Universal Wrestling Federation, ya que se esperaba que el propio Inoki fuera despedido también de NJPW y necesitara una empresa en que continuar su carrera. Sin embargo, esto no llegó a ocurrir gracias a una intercesión de TV Asahi, y Shinma decidió operar UWF de forma independiente, basándola, en vez de en Inoki, en el prometedor Akira Maeda. En su plantel original estaban también Rusher Kimura, Ryuma Go, Gran Hamada y Mach Hayato, así como luchadores extranjeros facilitados por All Japan Pro Wrestling; después de celebrar el primer evento, Yoshiaki Fujiwara, Nobuhiko Takada y Satoru Sayama se unieron también. Este último, quien estaba en malas relaciones con Shinma, exigió su destitución, recordando que él había sido uno de los culpables de la situación de New Japan, por lo que Hisashi fue despedido, y Gran Hamada le siguió. A pesar de ello, varios otros luchadores se unieron a UWF, contándose entre ellos el legendario Karl Gotch y su yerno Masami Soranaka, y la forma final de la promoción quedó establecida.
La promoción tuvo en sus primeros momentos una serie de contratos con otras empresas, entre la que destacaba World Wrestling Federation. Al principio, sus luchas no se diferenciaban mucho de las de NJPW, pero a medida que UWF se establecía por sí misma, desarrolló su propio estilo. En un tiempo en el que empresas como la WWF hacían más énfasis en la ficción y en el entretenimiento deportivo que en el aspecto real de los combates, los miembros de UWF -especialmente con la influencia de Gotch- rechazaron esta filosofía y buscaron hacer un impacto en el panorama de la lucha de Japón bajo un nuevo estilo: el shoot-style. Esta modalidad dejaba de lado la ficción y contemplaba combates más realistas. Con el paso del tiempo, los programas de UWF eliminaron tácticas poco creíbles, como el uso de las cuerdas, los movimientos aéreos y las técnicas que requerían ayuda del oponente, y utilizaron golpes y técnicas reales. De hecho, aunque los resultados de los enfrentamientos seguían estando predeterminados, el resultado final de este proceso fue el estilo de lucha profesional más convincente de la época, haciendo pensar a no pocos fanes que eran combates auténticos. Los propios miembros sostenían que se trataba de luchas reales, y clamaban ser los mayores artistas marciales de Japón; de hecho, cuando karatekas, sumos, boxeadores y otros les retaban a probar esta afirmación, los de UWF celebraban peleas de estilos contra ellos y obtenían la victoria en la mayoría de las ocasiones. En esto destacaba Fujiwara, quien era descrito como el mayor luchador legítimo de todos ellos. Sin embargo, los más populares fueron Akira Maeda y Satoru "Super Tiger" Sayama, que con el tiempo fueron perfilados como las dos mayores estrellas de la empresa. La UWF invitó además a la leyenda del karate Terutomo Yamazaki como asesor del dojo.
Sin embargo, durante el apogeo de UWF, problemas comenzaron a dejarse notar. La empresa, a pesar de haber amasado niveles prometedores de popularidad (comúnmente llenaba el Korakuen Hall más rápido que All Japan o New Japan Pro Wrestling, así como otros estadios más pequeños), no lograba mantener su éxito fuera de Tokio, debido sobre todo a su carencia de contrato televisivo; además, el siguiente presidente de la empresa, Noboru Urata, fue arrestado y relacionado con la yakuza, y esto perjudicó a la UWF y le impidió encontrar un nuevo contrato. Además, comenzó a abrirse una brecha entre Sayama y el resto del plantel, ya que éstos creían que Sayama estaba acumulando demasiado poder creativo y adaptando la promoción a su propio gusto. Este enfrentamiento tuvo como conclusión un incidente durante un combate en 1985 entre ambos, en el que Maeda dejó de seguir el guion y atacó a Sayama antes de ser descalificado. Como resultado del enfrentamiento, Maeda fue suspendido, y un resentido Sayama dejó la empresa. Con todos estos problemas, y desprovista de sus dos figuras principales, UWF se disolvió, y sus luchadores volvieron a New Japan Pro Wrestling.

### Segunda encarnación
Después de que los trabajadores de UWF hubieran vuelto a New Japan Pro Wrestling por el cierre de su empresa, el descontento por el realismo de los combates prosiguió en NJPW. Incluso el público, que se había acostumbrado a ver competir a estos luchadores en su antiguo estilo, estaba deseoso de volver a ver una promoción centrada en él. No fue hasta un incidente entre Riki Choshu y el notoriamente arisco Maeda, en el que Maeda agredió legítimamente a Choshu durante una lucha y fue despedido por ello, que se produciría otro éxodo por parte de los miembros de NJPW que querían volver a ejercer shoot-style. Por ello, bajo el impulso de Maeda y Shinji Jin, UWF fue revivida, esta vez bajo el nombre de UWF Newborn (新生UWF Shinsei UWF?). Yoshiaki Fujiwara y sus aprendices se unirían también, como consecuencia de un acuerdo con Antonio Inoki.
Liderada por Fujiwara, Maeda y Takada, UWF Newborn dio un paso más en su búsqueda del realismo e introdujo reglas de knockout y rondas. Esta nueva encarnación, a diferencia de la anterior, fue un éxito inmediato: las entradas se agotaban en cuestión de minutos y los estadios se llenaban al máximo. Su método promocional también era distinto, ya que en lugar de centrarse en tours, la promoción celebraba programas mensuales en grandes ciudades, lo que mantenía alta la calidad de los combates y reducía el desgaste físico de sus miembros. Además, en homenaje a Inoki, invitaban a artistas marciales como Maurice Smith, Frank Lobman y Chris Dolman para producir luchas de diferente estilo. En 1989, UWF Newborn reunió el tercer mayor aforo de la historia de la lucha libre profesional con su evento U-COSMOS en el Tokyo Dome, superando completamente a NJPW y logrando un resultado que no volvería a ser alcanzado más que con un programa conjunto entre New Japan y All Japan Pro Wrestling muchos años después.
No obstante, al igual que en su anterior encarnación, comenzaron a surgir desacuerdos entre los directivos de UWF. El director Jin, alentado por el éxito que había tenido la empresa al realizar programas conjuntos con empresas de kickboxing, propuso volver a hacerlo, pero esta vez con otras empresas de lucha libre profesional, particularmente Super World of Sports y Universal Lucha Libre. Jin creía que estaban en deuda con el fundador de SWS Hachiro Tanaka, ya que éste había patrocinado el primer evento de UWF Newborn y había facilitado el traslado de Fujiwara y los suyos desde New Japan, y propuso hacer un programa conjunto con SWS. Sin embargo, Maeda se opuso vehementemente a que los miembros de UWF apareciesen junto con luchadores corrientes, y exigió una inspección de la contabilidad de Jin en este acuerdo con Tanaka. Debido a su oposición al proyecto, Maeda y todos los que estaban de su parte fueron despedidos. Por culpa de este conflicto, y de la mala situación de la economía japonesa por entonces, la empresa como tal se desintegró y cerró sus puertas en diciembre, sellando el nombre de UWF.

### Posterior
Tras la caída de UWF Newborn, su plantel se dividió en tres partes. La mayor parte de sus miembros, encabezados por Takada, crearon Union of Wrestling Forces International como sucesora de UWF; Fujiwara y sus aprendices fundaron Pro Wrestling Fujiwara Gumi; y Maeda, por sí mismo, fundó Fighting Network RINGS.

## Antiguos empleados
| - Akira Maeda - Bart Vale - Caesar Takeshi - Fumihiko Uei - Gran Hamada - Hiroki Mori - Karl Gotch - Kazuo Yamazaki - Kiyoshi Tamura - Mach Hayato | - Masahito Kakihara - Masakatsu Funaki - Masami Soranaka - Minoru Suzuki - Mitsuya Nagai - Noboru Urata - Nobuhiko Takada - Osamu Hoshina - Osamu Kido - Rusher Kimura | - Ryuma Go - Super Tiger - Tatsuo Nakano - Tsuyoshi Okamoto - Wayne Shamrock - Wellington Wilkins Jr. - Yoji Anjo - Yoshiaki Fujiwara - Yuko Miyato - Yusuke Fuke |